# Spoorlijn Boulogne-Ville - Calais-Maritime
De Spoorlijn Boulogne-Ville - Calais-Maritime is een Franse spoorlijn Boulogne-sur-Mer naar Calais. De lijn is 43,9 km lang en heeft als lijnnummer 314 000.

## Geschiedenis
De lijn werd aangelegd door de Compagnie des chemins de fer du Nord en in verschillende gedeeltes geopend. Het eerste stuk van Les Fontinettes naar Calais-Saint-Pierre opende op 1 september 1848 en een jaar later op 20 augustus 1849 verlengd naar het eerste station Calais-Maritime, dit was een kopstation ter hoogte van de Port de Calais stevanovic. Op 7 januari 1867 werd het gedeelte tussen Boulogne-Ville en Les Fontinettes geopend. In 1889 werd een nieuw tracé via station Calais-Ville in gebruik genomen en het station Calais-Maritime verplaatst naar de Quai de la Marée. 
Op 1962 werd een nieuw station Boulogne-Ville in gebruik genomen ter vervanging van het oude kopstation. Hiermee hoefden doorgaande treinen via Amiens richting Parijs niet langer kop te maken. 

## Treindiensten
De SNCF verzorgt het personenvervoer op dit traject met TER treinen.
| Serie    | Treinsoort    | Route                                                                                                 | Bijzonderheden                                |
| -------- | ------------- | --- | --------------------------------------------- |
| TGV 7500 | TGV (SNCF)    | Paris Nord – Lille-Europe – Calais-Fréthun – Boulogne-Ville – Rang-du-Fliers - Verton                 | 2 treinen per dag tot Rang-du-Fliers - Verton |
| K 16     | TER (SNCF)    | Paris-Nord – Longueau – Amiens – Abbeville – Boulogne-Ville – Calais-Ville                            |                                               |
| K 21     | TER (SNCF)    | Amiens – Abbeville – Boulogne-Ville – Calais-Ville                                                    |                                               |
| K 71     | TER (SNCF)    | Lille-Flandres – Armentières – Hazebrouck – Saint-Omer – Calais-Ville                                 |                                               |
| K 94+    | TER GV (SNCF) | Rang-du-Fliers - Verton – Étaples-Le Touquet – Boulogne-Ville – Calais-Fréthun – Lille Europe – Arras |                                               |
| P 54     | TER (SNCF)    | Arras – Lens – Béthune – Hazebrouck – Saint-Omer – Calais-Ville                                       |                                               |
| P 71     | TER (SNCF)    | Hazebrouck – Saint-Omer – Les Fontinettes – Calais-Ville                                              |                                               |
| P 72     | TER (SNCF)    | Calais-Ville – Bourbourg – Dunkerque                                                                  |                                               |
| P 73     | TER (SNCF)    | Rang-du-Fliers - Verton – Boulogne-Ville – Calais-Ville                                               |                                               |

## Aansluitingen
In de volgende plaatsen is of was er een aansluiting op de volgende spoorlijnen:
Boulogne-Ville
RFN 311 000, spoorlijn tussen Longueau en Boulogne-Ville
RFN 312 311, raccordement van Boulogne-Maritime
Caffiers
RFN 314 606, stamlijn Caffiers
Calais-Fréthun
RFN 216 000, spoorlijn tussen de aansluiting Fretin en Calais-Fréthun
RFN 216 310, raccordement van Fréthun sud
RFN 216 312, raccordement van Fréthun nord
aansluiting Rivière Neuve
RFN 314 306, raccordement van Les Fontinettes
Les Fontinettes
RFN 295 000, spoorlijn tussen Lille en Les Fontinettes
RFN 304 000, spoorlijn tussen Coudekerque-Branche en Les Fontinettes
Calais-Ville
RFN 314 506, havenspoorlijn Calais
RFN 314 508, toegangsspoor quai ouest bassin Carnot
RFN 314 611, stamlijn Calais

## Elektrische tractie
De lijn werd in verschillende gedeeltes geëlektrificeerd met een spanning van 25.000 volt 50 Hz. Tussen Les Fontinettes en Calais-Ville in 1993 en tussen Boulogne-Ville en Les Fontinettes in 1994.

## Galerij

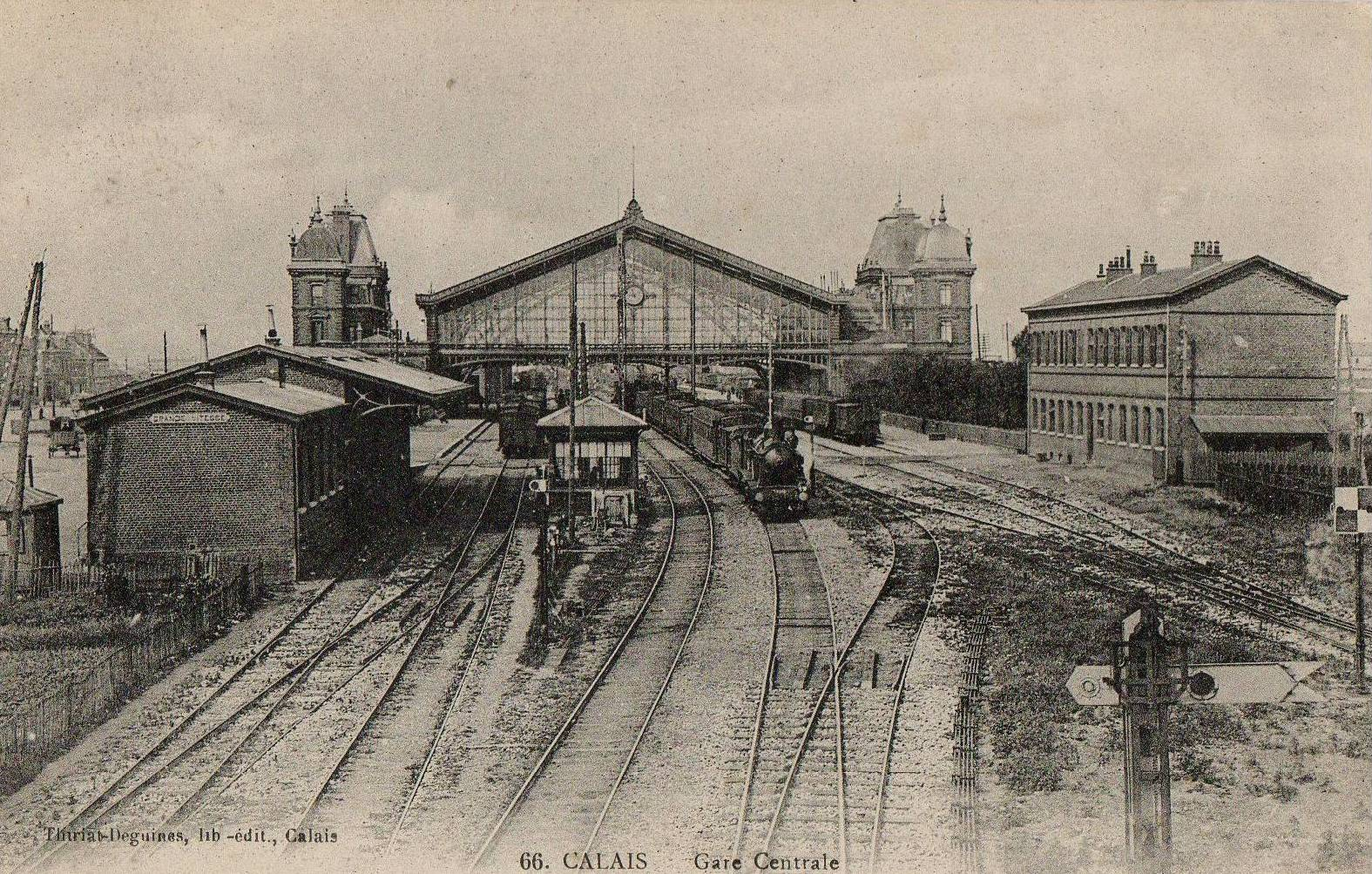
Calais-Ville rond 1910
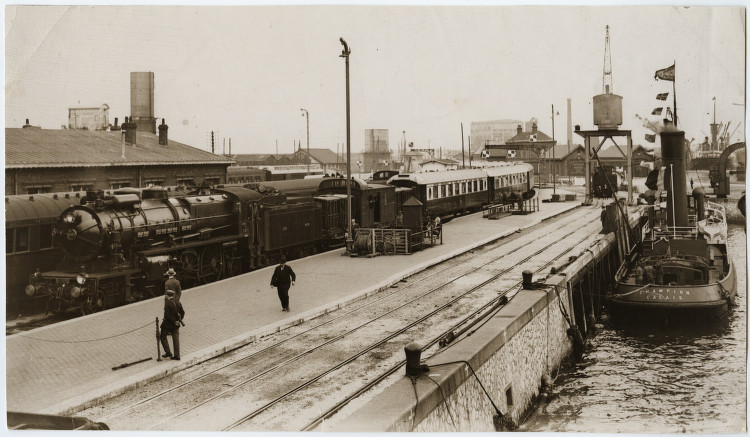
Calais-Maritime in 1926
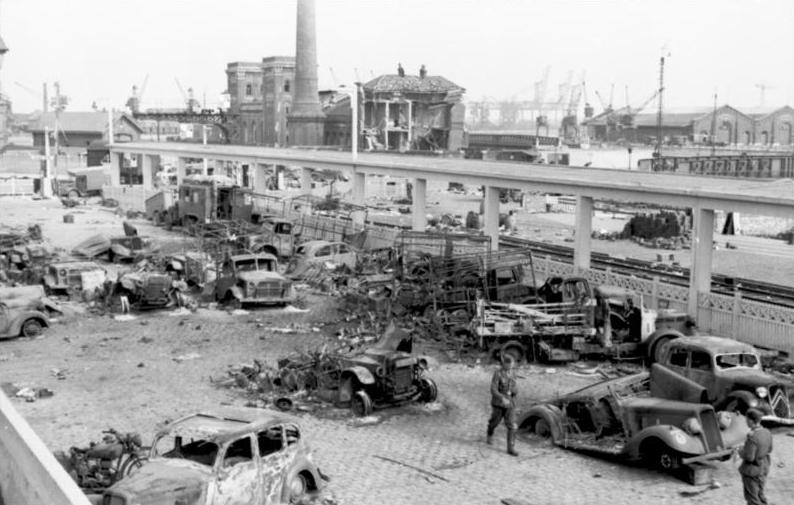
Calais-Maritime in 1940
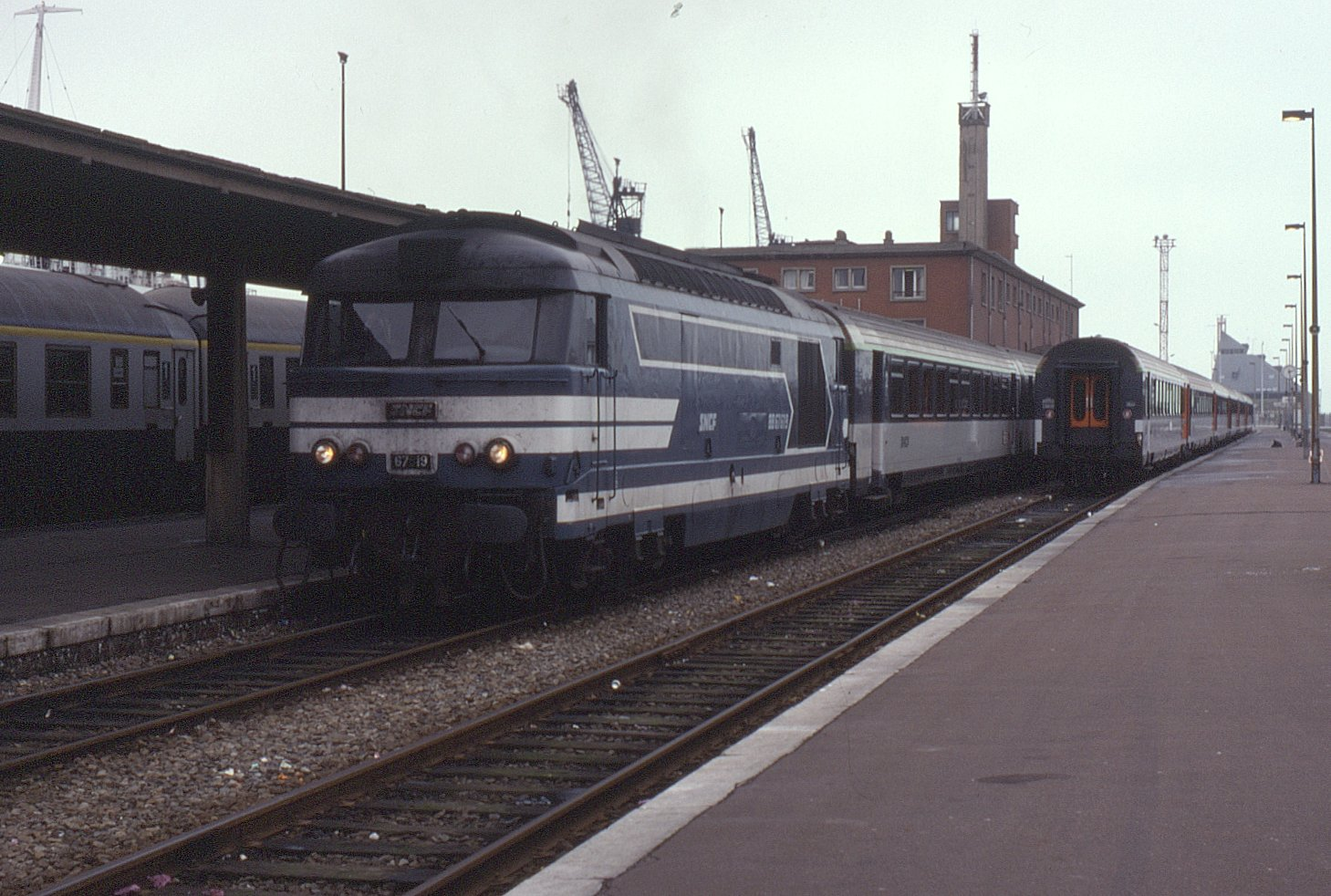
Calais-Maritime kort voor de sluiting in 1993